# Albert Michelsen
Albert Richard „Whitey” Michelsen (ur. 16 grudnia 1893 w Danbury, zm. 7 lutego 1964 w St. Petersburg) – amerykański lekkoatleta, długodystansowiec, dwukrotny olimpijczyk.

## Kariera sportowa
12 października 1925 w Port Chester ustanowił nieoficjalny rekord świata w biegu maratońskim czasem 2:29:01,8 (oficjalne rekordy świata w maratonie są uznawane przez World Athletics od 2003). Był to pierwszy wynik poniżej dwóch i pół godziny uzyskany w biegu maratońskim o regulaminowej długości 42 195 metrów.
Zajął 9. miejsce w maratonie na igrzyskach olimpijskich w 1928 w Amsterdamie oraz 7. miejsce w tej konkurencji na igrzyskach olimpijskich w 1932 w Los Angeles.
Był mistrzem Stanów Zjednoczonych (AAU) w biegu na 15 mil w 1925. a także wicemsistrzem w maratonie w 1926 i brązowym medalistą w biegu na 3000 metrów z przeszkodami w 1922.
Czterokrotnie (w 1923, 1925, 1929 i 1932) zajął 4. miejsce w Maratonie Bostońskim.